# Lokkisaaret (ö i Kajanaland, Kajana, lat 64,11, long 28,60)
Lokkisaaret är en ö i Finland. Den ligger i sjön Iso-Kiimanen och i kommunen Sotkamo i den ekonomiska regionen  Kajana ekonomiska region  och landskapet Kajanaland, i den centrala delen av landet, 500 km norr om huvudstaden Helsingfors. Öns area är 2,7 hektar och dess största längd är 410 meter i öst-västlig riktning.  Notera att namnet antyder att det är fråga om flera öar.